# الیس (کانزاس)
الیس (به انگلیسی: Ellis) شهری در ایالت کانزاس کشور ایالات متحده آمریکا است که جمعیت آن در سرشماری سال ۲۰۱۰ میلادی، ۲٬۰۶۲ نفر بوده‌است.